# 둠 (2005년 영화)
둠(Doom)은 SF 공포 영화이다. 이드 소프트웨어의 게임 둠을 원작으로 하고 있다. 이 영화의 시간적 배경은 2046년이다.

## 줄거리
2026년, 네바다 사막 지하에서 화성으로 연결되는 고대 도시의 웜홀 포탈 '아크'가 발견된다. 20년 후, 화성의 유니온 에어로스페이스 코퍼레이션(UAC) 연구 시설이 공격을 받고, 구조 요청에 따라 8명의 해병 특수부대가 파견된다. 그들은 UAC가 인류학, 고고학, 유전학 실험 데이터 회수에만 관심 있다는 사실을 알게 된다.
화성에 도착한 해병들은 연구소 직원 '핑키'를 만나고, 리퍼는 자신의 쌍둥이 여동생인 샘을 만난다. 리퍼는 부모님이 사고로 죽었던 발굴 현장이 재개방되었고, 그곳에서 인공 24번 염색체 쌍으로 유전적으로 강화된 고대 인류의 뼈가 발견되었다는 것을 알게 된다.
연구소에서 생존자를 찾던 중, 해병들은 부상당한 카맥 박사를 발견한다. 그러나 그는 치료 중 사라지고, 하수도에서 미지의 괴물에게 공격을 받아 대원 중 한 명이 죽는다. 괴물을 해부한 샘은 그것이 인간의 장기를 가지고 있다는 것을 발견하고, 동료 대원과 함께 변이된 카맥 박사가 괴물로 변하는 것을 목격한다.
해병들은 여러 괴물을 처치하지만, 그 과정에서 동료들을 잃는다. 샘과 리퍼, 서지는 UAC가 고대 화성인들의 뼈에서 추출한 24번 염색체를 인간에게 실험했고, 그 결과로 괴물이 발생했다는 것을 알게 된다. 샘은 24번 염색체 주입 시 일부는 초능력을 얻지만 인간성을 유지하고, 일부는 폭력 성향으로 괴물로 변이한다고 설명한다. 이는 화성인들이 아크를 만들어 도망친 이유와 같은 패턴이라 추정한다.
일부 괴물들이 아크를 통해 지구로 넘어와 연구소를 쑥대밭으로 만들고, 해병들은 그들을 따라 지구로 온다. 서지는 모든 감염자를 제거하려 하지만, 리퍼와 샘은 생존자를 살리려 한다. 그러나 서지가 생존자를 죽이려다 동료를 죽이자, 리퍼는 샘에게 24번 염색체를 주입받고 초능력을 얻게 된다.
초능력을 얻은 리퍼는 괴물들과 싸우며 실종된 샘을 찾는다. 샘을 발견했을 때 서지는 이미 감염되어 괴물이 되었고, 생존자들을 모두 죽인 상태였다. 리퍼는 초능력으로 강화된 서지와 싸우고, 그를 아크를 통해 화성으로 보내고 폭탄을 터뜨려 화성 기지를 파괴한다. 리퍼는 샘을 데리고 네바다 사막의 지상으로 돌아온다.

## 출연
- 드웨인 존슨 - 서지 상사 역
- 칼 어번 - 리퍼/ 존 그림 역
- 로저먼드 파이크 - 서맨사 그림 역
- 벤 대니얼스 - 고트 역
- 라자크 아도티 - 듀크 역
- 리처드 브레이크 - 딘 포트먼 역
- 알 웨버 - 키드 역

## 같이 보기
- 비디오 게임을 원작으로 한 영화 목록